# Lorenz von Portugal
Lorenz von Portugal war ein Franziskaner des 13. Jahrhunderts, der 1245 von Papst Innozenz IV. mit einer Gesandtschaftsreise zum Großkhan der Mongolen beauftragt wurde.
Am 5. März 1245 erhielt Lorenz von Portugal, eine Woche vor seinem Ordensbruder Johannes de Plano Carpini, von Papst Innozenz IV. in Lyon ein Beglaubigungsschreiben (Dei patris inmensa), das ihn gegenüber dem Khan der Mongolen als einen offiziellen päpstlichen Gesandten ausweisen sollte. Während Carpini seine Reise in den Altai bereits im folgenden Monat aufnahm, ist von einer Gesandtschaftsreise Lorenz’ nichts weiter überliefert, weshalb es fraglich ist, ob dieser sie je zur Ausführung hat bringen können. Auch zu seiner Person liegen keine weiteren Informationen vor. Ob er mit einem im Jahr 1247 in Syrien auftretenden päpstlichen Legaten namens Lorenz identisch war, kann nicht mit Sicherheit belegt werden.